# Вилхелм III (Саксония)
Вилхелм III Смели (на немски: Wilhelm III, der Tapfere; * 30 април 1425, Майсен; † 17 септември 1482, Ваймар) от род Ветини, e от 1428 до 1445 г. херцог на Саксония, от 1445 до 1482 г. ландграф на Тюрингия, от 1457 до 1469 г. херцог на Люксембург (с името Вилхелм II), от 1428 до 1445 г. маркграф на Майсен.

## Живот
Той е най-малкият син на курфюрста на Саксония Фридрих I „Войнственния“ (1370 – 1428) и съпругата му Катарина от Брауншвайг-Люнебург (1395 – 1442) (Велфи), дъщеря на Хайнрих I от Брауншвайг-Люнебург († 1416).
При подялбата в Алтенбург на ветинската собственост през 1445 г. Вилхелм получава франкската и тюрингската част на курфюрството, а по-големият му брат Фридрих II Кроткия (1412 – 1464) получава мейнсненската част и титлата курфюрст. Конфликтите заради подялбата водят през 1446 г. до Саксонската братска война (1446 – 1451), която е прекратена едва на 27 януари 1451 г. с мира от Наумбург.
През 1439 г. Вилхелм е сгоден за Анна Австрийска (* 12 април 1432, † 13 ноември 1462), дъщеря на по-късния немски крал Албрехт II (1397 – 1439) и Елизабет Люксембургска (1409 – 1442), дъщеря на император Сигизмунд Люксембургски. Вилхелм и 14-годишната Анна се женят на 20 юни 1446 г. в Йена. Вилхелм иска да получи наследството чрез женитбата му, херцогството Люксембург, Бохемия и Унгария и окупира херцогството през 1441 г. Той получава така конфликт с Филип Добрия от Бургундия, който след няколко битки го задължава да се оттегли.
След смъртта на брата на Анна, Владислав Постум, през 1457 г. Вилхелм започва да носи титлата херцог фон Люксембург. Дъщеря му Катарина се омъжва за Хайнрих фон Мюнстерберг, син на бохемския крал Георг Подебрад. Бракът му с Анна остава без мъжки наследник и Вилхелм държи Анна затворена в замък Екартсбург, където тя умира през 1462 г. След това той се жени през 1463 г. за своята метреса Катарина фон Бранденщайн. Той завещава като подарък на нейната фамилия между другото замък Бург Ранис.
В Йерусалим той става през 1461 г. рицар на Светия гроб. Понеже няма синове, неговите собствености отиват на племенниците му Ернст и Албрехт. Неговото люксембургско наследство попада на Хабсбургите. Със смъртта на Вилхелм монетната му фабрика в Гота (Münzstätte Gotha) спира да работи.

## Деца
От брака му с Анна Вилхелм има две дъщери:
- Маргарета (1449 – 1501)

∞ 1476 курфюрст Йохан Цицерон фон Бранденбург (1455 – 1499)
- Катарина Саксонска

∞ 1471 херцог Хайнрих Млади фон Мюнстерберг (1452 – 1492)